# 蘇格蘭國旗
蘇格蘭國旗（或稱聖安德烈十字）呈長方形，圖案為藍底白交叉，白交叉象徵蘇格蘭的守護聖人聖安德烈殉道時所用的X形十字架。此旗的歷史可追溯至公元九世紀，是世界上仍通用而歷史最悠久的國旗，若只計算主權國家此名銜則屬於丹麥的丹尼布洛。

## 歷史

### 傳說
根據傳說，在公元832年，皮克特王安格斯二世帶領皮克特人及蘇格蘭人在東洛錫安的阿瑟斯丹尼福對抗诺森布里亚王国的盎格魯人，後來在戰鬥中處於下風被重重圍困。安格斯二世和他的士兵只好祈求上天搭救。入夜後，他們突然看見天上的白雲在暗藍的天空中呈X形排列，就覺得是守護聖人聖安德烈在顯靈，並保佑他們在戰鬥中獲勝。這令皮克特人及蘇格蘭人士氣大振，而盎格魯人則喪失鬥志，此消彼長下，皮克特軍得到了勝利。從此天藍色底白交叉的圖案成為蘇格蘭國旗。

### 信史
根據史料記載，蘇格蘭國旗要再遲好幾百年才被使用。蘇格蘭國會曾規定士兵穿著有X型圖案的軍服以方便識別。現存最早採用交叉圖案的蘇格蘭旗是一面1503年的紅底白交叉旗。1540年，隨著安格斯二世的傳說加入了"看見藍天下的白色X型十字架"這一元素，藍底白交叉的設計就成為了蘇格蘭國旗的樣式，沿用至今。

## 樣式與尺寸

淺藍版本的蘇格蘭國旗

蘇格蘭國旗的藍色背景隨著時間不斷改變，由較淺的天藍色至較深的海軍藍都曾採用過，顏色的採用是取決於當時能得到哪種藍色染料。2003年，蘇格蘭議會建議政府採用彩通（Pantone） 300作為蘇格蘭國旗背景藍色的標準。值得注意的是，聯合王國國旗的藍色背景雖源自蘇格蘭國旗，但採用的是較深色的Pantone 280，和現行蘇格蘭國旗並不一樣。
國旗尺寸比例並無規定；蘇格蘭的萊昂紋章官（Lord Lyon King of Arms）指出5:4是合適的比例，但普遍使用5:3或3:2，尤以前者較多被採用。交叉的闊度應為旗邊高度的五分之一。

## 蘇格蘭以外

蘇格蘭皇家旗

第一面聯合王國國旗（1606年設計，1707年成為正式國旗）

很多國家或地區的旗幟都採用圣安德鲁十字（Saltire）。蘇格蘭王詹姆士六世於1603年繼承了英格蘭王位，自此兩國王位合併，所以他後來在1606年把兩國的國旗都合併了，把聖安德烈旗和英格蘭的聖喬治旗交疊在一起。後來這面旗在1707年聯合法案中正式採納，成為聯合王國的國旗。1801年又加入了愛爾蘭的聖派屈克旗，就變成現在的米字旗。
此外，聖安德烈也是俄羅斯的守護聖人，俄羅斯海軍軍旗正好是蘇格蘭國旗的相反（除蘇聯時期外），呈白底藍交叉。加拿大（Nova Scotia，拉丁文：新蘇格蘭）的旗幟及紋章中也能找到淺藍色的蘇格蘭交叉，說明了與蘇格蘭的淵源。西班牙加那利群島的特內里費和哥倫比亞的離島聖安德列斯（San Andreas）和普羅維登西亞（Providencia）的旗幟樣式與蘇格蘭國旗相同。另外，國際信號旗代表字母M的旗也是藍底白交叉。
- 俄羅斯海軍軍旗
- 國際信號旗代表字母M的旗
- 特內里費島旗幟

## 瑣事
香港銅鑼灣的怡和午炮旁邊升起了一面怡和洋行旗幟及一面蘇格蘭國旗，以表示怡和洋行始創人威廉·渣甸和詹姆士·馬地臣原籍蘇格蘭。